# Cormocephalus pilosus
Cormocephalus pilosus är en mångfotingart som beskrevs av Jangi 1955. Cormocephalus pilosus ingår i släktet Cormocephalus och familjen Scolopendridae. Inga underarter finns listade i Catalogue of Life.